# Academia de Cine de Viena
La Academia de Cine de Viena (en alemán: Filmakademie Wien) es el Instituto de Cine y Televisión en la Universidad de Música y Artes Escénicas, de Viena, la capital del país europeo de Austria. Los programas que se ofrecen  (Licenciatura / Grado de Maestro) son: Dirección, guion, cinematografía, edición y producción. También hay un programa de composición y arte digital (sólo Máster). Durante los dos primeros años de estudio, los estudiantes toman clases en todos los programas, antes de que se especializan en el campo de estudio que solicitaron.